# San Miguel del Padrón
Pour les articles homonymes, voir San Miguel et Padrón.
San Miguel del Padrón est l'une des quinze municipalités de la ville de La Havane à Cuba.

## Endroits d'intérêts à San Miguel del Padrón
- Ecole secondaire basic Abraham Lincoln
- Ecole 28 de octubre
- Virgen del camino, entre le chemin Calz de Luyano et Carratera central de Cuba
- Cinéma Continental, sur la rue Calzada
- Terminal de camion y voiture (almendron) sur la rue Vista Hermosa
- Ecole d'économie Andres Luan
- Ruta 12
- Parque de la Herradura
- Parque la loma del Indio
- Parque de los Chivos
- Centre commercial Feria la Cuevita
- Cadonga la Cuevita
- Supérette, TRD la victoria
- Fleuve le Guachinango
- Finca Vigia
- 2 presas Hermingway
- Don Timbon café
- La Macdonalera, restaurante
- Rues principales : Via Blanca, Carratera centra de Cuba, Calzada San Miguel del Padron, Cantera (avenue Ciudadamar), Carolina, 4th, Beltran, Lindero, Obrapia, 24 de febrero, 1er de Mayo, Calzada de Guanabacoa, Calz de Luyano
- Épicerie Los mederos
- Iglesia Catholica de San Francisco de Paula
- Café Los panositos
- Hôpital Miguel Enriquez
- Avenida del Puerto Centro Historico
- Autopista A-1 Guanacoaba
- Ecole primaire : Antonio Martines Perrez

## Personnalités nées à San Miguel del Padrón
- Serge Lancel, historien, archéologue et philologue français, né en 1928
- Emilse Lara Ramirez, avocate, né en 1965